# Bofors STRIX
Bofors STRIX (latin för "uggla"), i svensk tjänst betecknad 120 mm pansarsprängvinggranat m/94, är en 12 cm målsökande granat som avfyras från granatkastare, till exempel granatkastare m/41, och som utvecklades som svar på den ökade bepansringen på slagfältet. Den består av tre delar: granat, banmotor (om skjutavståndet är över 4 km) samt utskjutningsdel. Granaten programmeras från måldatorn och när granaten har nått sin maxhöjd och separerats ifrån den eventuella banmotorn söker den av ett område på 150 × 150 meter med sin IR-sökare efter pansarmål, och väljer ett passande mål med hänsyn till sin egen position och hastighet. Med hjälp av styrraketer styr den sedan till målet och utlöser sin RSV-laddning, som penetrerar taket på fordonet. Granaten utvecklades genom ett samarbete mellan Bofors Defence och Saab Bofors Dynamics.